# Portret (film, 1915)
Portret (ryska: Портрет) är en rysk dramafilm från 1915, regisserad av Władysław Starewicz.
Filmen är baserad på Nikolaj Gogols novell med samma namn, Porträttet på svenska. Av den ursprungliga längden har ett fragment på knappt åtta minuter bevarats.

## Rollista
- Andrej Gromov – Tjartkov, konstnär
- Ivan Lazarev – ockraren
- V. Vasiljev